# Crotalus stejnegeri
Crotalus stejnegeri este o specie de șerpi din genul Crotalus, familia Viperidae, descrisă de Dunn 1919. A fost clasificată de IUCN ca specie vulnerabilă. Conform Catalogue of Life specia Crotalus stejnegeri nu are subspecii cunoscute.